# Miéry
Miéry é uma comuna francesa na região administrativa de Borgonha-Franco-Condado, no departamento de Jura. Estende-se por uma área de 7,67 km². Em 2010 a comuna tinha 157 habitantes (densidade: 20,5 hab./km²).